# Charlie Sheen
Charlie Sheen, właściwie Carlos Irwin Estévez (ur. 3 września 1965 w Nowym Jorku) – amerykański aktor filmowy i telewizyjny, reżyser, producent filmowy, scenarzysta, autor tekstów.
23 września 1994 otrzymał gwiazdę w Alei Gwiazd w Los Angeles znajdującą się przy 7021 Hollywood Boulevard.

## Życiorys

### Wczesne lata
Urodził się w Nowym Jorku jako trzeci syn z czworga dzieci aktora Martina Sheena i artystki Janet Templeton. Ma dwóch starszych braci Emilio Estéveza (ur. 12 maja 1962), Ramóna Estéveza Jr. (ur. 3 sierpnia 1963) i młodszą siostrę Renée Pilar Estévez (ur. 2 sierpnia 1967).
Mając osiem lat trafił na ekran w filmie Badlands (1973) u boku ojca, z którym ponownie pojawił się na małym ekranie jako dziewięciolatek w dramacie telewizyjnym NBC Egzekucja szeregowego Slovika (The Execution of Private Slovik, 1974). Uczęszczał do szkoły średniej Chaminade-Julienne High School w Dayton, w stanie Ohio, gdzie odnosił sportowe sukcesy w drużynie baseballowej jako miotacz (pitcher) i łącznik (shortstop). Ukończył także Santa Monica High School w Santa Monica.

### Kariera
Karierę na dużym ekranie rozpoczął od udziału w dramacie sensacyjnym Czerwony świt (Red Dawn, 1984) z Patrickiem Swayze. Zebrał dobre recenzje w roli młodocianego przestępcy w realistycznym filmie kryminalnym Chłopcy z sąsiedztwa (The Boys Next Door, 1985) z Maxwellem Caulfieldem oraz jako Cappie w melodramacie komediowym Lucas (1986).
Trwałą pozycję w kinie amerykańskim zapewniła mu kreacja szeregowego Chrisa Taylora, idealisty i pragmatyka, nieco naiwnego, choć pojętnego ochotnika na wojnie wietnamskiej w sensacyjnym dramacie wojennym Olivera Stone’a Pluton (Platoon, 1986). Stworzył postać młodego maklera giełdowego, zafascynowanego rekinem finansjery, w kryminalnym filmie Olivera Stone’a Wall Street (1987). Początkowo Stone widział Sheena w głównej roli w swoim nowym filmie Urodzony 4 lipca (1989), ale ostatecznie zaangażował Toma Cruise’a.
Za rolę Richarda 'Dicka' Brewera w westernie Młode strzelby (Young Guns, 1988) odebrał wraz z całą obsadą filmu w Oklahoma City w stanie Oklahoma nagrodę Brązowego Kowboja.
Zagrał potem porucznika oddziału specjalnego w filmie Komando FOKI (Navy Seals, 1990) z Michaelem Biehnem, młodego policjanta Davida Ackermana w sensacyjnym dramacie Clinta Eastwooda Żółtodziób (The Rookie, 1990), niezrównoważonego pilota myśliwca podporucznika Toppera Harleya w komedii Hot Shots! (1991) i jej sequelu Hot Shots! 2 (Hot Shots! Part Deux, 1993) oraz wystąpił w filmie Pościg (The Chase, 1994) jako Jack.
Pojawił się w jednym z odcinków sitcomu NBC Przyjaciele (Friends, 1996) jako Ryan. Rola Charliego Crawforda w sitcomie ABC Spin City (2000−2002) została uhonorowana Złotym Globem. Za postać Charliego Harpera w sitcomie CBS Dwóch i pół (Two and a Half Men, 2003–2010) był dwukrotnie nominowany do nagrody Emmy (2005–2007) i dwukrotnie do nagrody Złotego Globu (2005−2006).
W filmie Roberta Rodrigueza Maczeta zabija (Machete Kills, 2013) wcielił się w postać prezydenta USA Rathcocka.
Za występ z Lindsay Lohan w komedii Straszny film 5 (Scary Movie 5, 2013) był nominowany do Złotej Maliny w kategorii „Najgorsze ekranowe Combo”.

## Życie prywatne
Spotykał się z Robin Wright (1981), sympatią z liceum Paulą Profitt (1983–1985), z którą ma córkę Cassandrę (ur. 12 grudnia 1984), modelką Valerie Barnes (1986), Dolly Fox (1985–1987), Kelly Preston (1988–1990), którą niechcący postrzelił w ramię, gwiazdą filmów „dla dorosłych” Ginger Lynn (1990–1996), aktorką porno Brittany Ashland (1996) i Brooke Wolofsky (2006).
21 grudnia 1996 został aresztowany za napaść w swoim domu w Agoura na kobietę, którą wywrócił na podłogę (Brittany Ashland). 22 maja 1998 został aresztowany za prowadzenie samochodu pod wpływem alkoholu i narkotyków. Poddał się leczeniu odwykowemu.
Był trzykrotnie żonaty; z modelką Donna Peele (od 3 września 1995 do 19 listopada 1996), Denise Richards (od 15 czerwca 2002 do 17 listopada 2006), z którą ma dwie córki – Sam (ur. 9 marca 2004) i Lolę Rose (ur. 1 czerwca 2005) oraz z Brooke Mueller (znaną też jako Brooke Allen) aktorką i pośredniczką w handlu nieruchomościami – od 30 maja 2008, z tego związku ma bliźnięta Boba i Maxa, urodzone 14 marca 2009.
25 grudnia 2009 podczas pobytu w Aspen został oskarżony o przemoc domową przeciw swojej żonie Brooke Mueller. Zwolniony za kaucją 8,5 tys. USD stawił się w sądzie 8 lutego 2010. Orzeczono w stosunku do niego karę 30 dni pobytu w centrum rehabilitacyjnym, 30 dni probacji (w tym czasie był instruktorem teatralnym w Aspen) i 36 godzin terapii u psychologa. Para rozstała się definitywnie 2 maja 2011.
26 października 2010 roku był zaangażowany w skandal, gdy w pokoju Plaza Hotel w Nowym Jorku spowodował szkody wartości 7 tys. dolarów, a policja znalazła zamkniętą w łazience aktorkę pornograficzną Capri Anderson (właściwie Christina Walsh), która twierdziła, że Sheen uciekł. W listopadzie 2010 roku, Sheen pozwał ją za wymuszenia 1 mln dol. za milczenie. Następnie Anderson udzieliła wywiadu na wyłączność dla ABC News, stwierdzając, że Sheen był pijany i groził, że ją zabije.
W listopadzie 2015 podczas programu Today, Sheen poinformował, że jest nosicielem wirusa zespołu nabytego braku odporności (HIV). Przyznał, że zdecydował się ujawnić prawdę m.in. dlatego, że był szantażowany przez osoby, którym pozwolił zbliżyć się do siebie, bo zaspokajały jego zachcianki. Jego kochanką była także aktorka pornograficzna Cassandra Cruz, która ujawniła, że w 2012 roku z Sheenem odbyła „niezabezpieczony akt seksualny” i nie uprzedził jej, że jest nosicielem HIV.
W marcu 2018 amerykański tygodnik „National Enquirer” podał informację, że podczas zdjęć do filmu Lucas (1986) 19-letni wówczas Charlie Sheen dopuścił się gwałtu na 13-letnim Corey'u Haimie. Szczegóły zajścia opisał tygodnikowi Dominick Brascia, były aktor i bliski przyjaciel Haima.

## Filmografia

### Filmy fabularne
| Rok  | Tytuł                                                                                    | Rola                                           | Reżyser                           |
| ---- | ---------------------------------------------------------------------------------------- | ---------------------------------------------- | --------------------------------- |
| 1973 | Badlands                                                                                 | Chłopak pod latarnią                           | Terrence Malick                   |
| 1974 | Egzekucja szeregowego Slovika (The Execution of Private Slovik, TV)                      | Dzieciak na weselu                             | Lamont Johnson                    |
| 1979 | Czas apokalipsy (Apocalypse Now)                                                         | Eksta                                          | Francis Ford Coppola              |
| 1984 | Czerwony świt (Red Dawn)                                                                 | Matt Eckert                                    | John Milius                       |
| 1984 | Milczące serce (Silence of the Heart, TV-CBS)                                            | Ken Cruze                                      | Richard Michaels                  |
| 1985 | Czwarty król (The Fourth Wise Man, TV)                                                   | Kapitan żołnierzy Heroda                       | Michael Ray Rhodes                |
| 1985 | Zło czai się w mroku (Out of the Darkness)                                               | Człowiek golący się                            | Jud Taylor                        |
| 1985 | Chłopcy z sąsiedztwa (The Boys Next Door)                                                | Bo Richards                                    | Penelope Spheeris                 |
| 1986 | Lucas                                                                                    | Cappie Roew                                    | David Seltzer                     |
| 1986 | Wolny dzień pana Ferrisa Buellera (Ferris Bueller's Day Off)                             | Garth Volbeck (cameo)                          | John Hughes                       |
| 1986 | Widmo (The Wraith)                                                                       | Jake Kesey                                     | Mike Marvin                       |
| 1986 | Pluton (Platoon)                                                                         | szeregowy Chris Taylor                         | Oliver Stone                      |
| 1987 | Wall Street                                                                              | Bud Fox                                        | Oliver Stone                      |
| 1987 | Ziemia poza prawem (No Man’s Land)                                                       | Ted Varrick                                    | Peter Werner                      |
| 1987 | Three for the Road                                                                       | Paul                                           | Bill L. Norton                    |
| 1987 | Grizzly II: The Predator Concert                                                         | Ron                                            | André Szöts                       |
| 1988 | Balanga na autostradzie (Never on Tuesday)                                               | Złodziej                                       | Adam Rifkin                       |
| 1988 | Spisek ośmiu (Eight Men Out)                                                             | Oscar 'Happy' Felsch                           | John Sayles                       |
| 1988 | Młode strzelby (Young Guns)                                                              | Richard Brewer                                 | Christopher Cain                  |
| 1989 | Opowieść dwóch sióstr (Tale of Two Sisters)                                              | Narrator (także scenariusz)                    | Adam Rifkin                       |
| 1989 | Pierwsza liga (Major League)                                                             | Ricky 'Dzikie żądze' Vaughn                    | David S. Ward                     |
| 1989 | Zlecenie (Catchfire)                                                                     | Bob                                            | Dennis Hopper (jako Alan Smithee) |
| 1990 | Kompania karna (Cadence)                                                                 | Franklin Fairchild Bean                        | Martin Sheen                      |
| 1990 | Wzgórze odwagi (Courage Mountain)                                                        | Peter                                          | Christopher Leitch                |
| 1990 | Ludzie pracy (Men at Work)                                                               | Carl Taylor                                    | Emilio Estevez                    |
| 1990 | Komando FOKI (Navy SEALs)                                                                | Porucznik Dale Hawkins                         | Lewis Teague                      |
| 1990 | Żółtodziób (The Rookie)                                                                  | David Ackerman                                 | Clint Eastwood                    |
| 1991 | Hot Shots!                                                                               | Porucznik Sean Topper Harley                   | Jim Abrahams                      |
| 1992 | Poza prawem (Beyond the Law)                                                             | William Patrick Steaner Daniel „Dan” Saxon Sid | Larry Ferguson                    |
| 1993 | Strzelając śmiechem (Loaded Weapon 1)                                                    | Gern                                           | Gene Quintano                     |
| 1993 | Śmiertelna pułapka (Deadfall)                                                            | Morgan „Fats” Gripp                            | Christopher Coppola               |
| 1993 | Trzej muszkieterowie (The Three Musketeers)                                              | Aramis                                         | Stephen Herek                     |
| 1993 | Hot Shots! 2 (Hot Shots! Part Deux)                                                      | Porucznik Sean Topper Harley                   | Jim Abrahams                      |
| 1994 | Pierwsza liga II (Major League II)                                                       | Ricky 'Dzikie żądze' Vaughn                    | David S. Ward                     |
| 1994 | Na granicy ryzyka (Terminal Velocity )                                                   | Richard „Ditch” Brodie                         | Deran Sarafian                    |
| 1994 | Pościg (The Chase)                                                                       | Jackson Davis „Jack” Hammond                   | Adam Rifkin                       |
| 1996 | Loose Women                                                                              | Barbie Lover Bartender                         | Paul F. Bernard                   |
| 1996 | Wszystkie psy idą do nieba 2 (All Dogs Go to Heaven 2)                                   | Charles B. „Charlie” Barkin (głos)             | Paul Sabella/Larry Leker          |
| 1996 | Spotkanie (The Arrival)                                                                  | Zane Zaminsky                                  | David Twohy                       |
| 1997 | Pod presją (Under Pressure); alternatywny tytuł W rękach szaleńca (Bad Day on the Block) | Lyle Wilder                                    | Craig R. Baxley                   |
| 1997 | KasaMowa (Money Talks)                                                                   | James Russell                                  | Brett Ratner                      |
| 1997 | Spisek (Shadow Conspiracy)                                                               | Bobby Bishop                                   | George Pan Cosmatos               |
| 1998 | Nekrolog (Postmortem)                                                                    | James McGregor                                 | Albert Pyun                       |
| 1998 | A Letter from Death Row                                                                  | Policjant                                      | Marvin Baker/Bret Michaels        |
| 1998 | Kodeks zbrodni (No Code of Conduct)                                                      | Jacob „Jake” Peterson                          | Bret Michaels                     |
| 1998 | Łatwa forsa (Free Money)                                                                 | Bud Dyerson                                    | Yves Simoneau                     |
| 1999 | Pięć asów (Five Aces)                                                                    | Chris Martin                                   | David O’Neill                     |
| 1999 | Być jak John Malkovich (Being John Malkovich)                                            | w roli samego siebie                           | Spike Jonze                       |
| 2000 | Tylko dla dorosłych (Rated X, TV)                                                        | Artie Jay „Art” Mitchell                       | Emilio Estevez                    |
| 2001 | Dobre rady (Good Advice)                                                                 | Ryan Edward Turner                             | Steve Rash                        |
| 2003 | Straszny film 3 (Scary Movie 3)                                                          | Tom Logan                                      | David Zucker                      |
| 2004 | Wielki skok (The Big Bounce)                                                             | Bob Rogers Jr.                                 | George Armitage                   |
| 2004 | Straszny film 4 (Scary Movie 4)                                                          | Tom Logan                                      | David Zucker                      |
| 2010 | Wall Street: Pieniądz nie śpi (Wall Street: Money Never Sleeps)                          | Bud Fox                                        | Oliver Stone                      |
| 2010 | Zanim odejdą wody (Due Date)                                                             | Charlie Harper                                 | Todd Phillips                     |
| 2012 | Foodfight!                                                                               | Dex Dogtective                                 | Larry Kasanoff                    |
| 2013 | Maczeta zabija (Machete Kills)                                                           | Prezydent USA Rathcock                         | Robert Rodriguez                  |

### Seriale telewizyjne
- 1986: Niesamowite historie (Amazing Stories: Book Three) jako Casey
- 1996: Przyjaciele (Friends) jako Ryan
- 1999: Sugar Hill jako Matt
- 2000–2002: Spin City jako Charlie Crawford
- 2003–2010: Dwóch i pół (Two and a Half Men) jako Charlie Harper
- 2006: Overhaulin w roli samego siebie
- 2008: Teoria wielkiego podrywu (The Big Bang Theory) w roli samego siebie
- 2008: CSI: Kryminalne zagadki Las Vegas (CSI: Crime Scene Investigation) w roli samego siebie
- 2010: Family Guy w roli samego siebie
- 2012-2014: Jeden gniewny Charlie (Anger Management) jako Charlie Goodson
- 2015: Goldbergowie (The Goldbergs) jako Garth Volbeck (Wolny dzień pana Ferrisa Buellera)